# Metlika község
Metlika község (szlovénül: Občina Metlika) Szlovénia 212 alapfokú közigazgatási egységének, azaz községének egyike a Délkelet-Szlovénia statisztikai régióban. A község központja Metlika város. A község a történelmi Alsó-Krajna régió része, Horvátországgal határos. Metlika 1994-ben vált községgé.

## A község (járás) települései
A községhez Metlika székhelyen kívül a következő települések tartoznak:
- Bereča Vas
- Boginja Vas
- Bojanja Vas
- Boldraž
- Boršt
- Božakovo
- Božič Vrh
- Brezovica pri Metliki
- Bušinja Vas
- Čurile
- Dole
- Dolnja Lokvica
- Dolnje Dobravice
- Dolnji Suhor pri Metliki
- Drage
- Dragomlja Vas
- Drašiči
- Geršiči
- Gornja Lokvica
- Gornje Dobravice
- Gornji Suhor pri Metliki
- Grabrovec
- Gradac
- Grm pri Podzemlju
- Hrast pri Jugorju
- Jugorje pri Metliki
- Kamenica
- Kapljišče
- Klošter
- Krasinec
- Krašnji Vrh
- Krivoglavice
- Križevska Vas
- Krmačina
- Mačkovec pri Suhorju
- Malo Lešče
- Mlake
- Okljuka
- Otok
- Podzemelj
- Prilozje
- Primostek
- Radoši
- Radovica
- Radoviči
- Rakovec
- Ravnace
- Rosalnice
- Sela pri Jugorju
- Škemljevec
- Škrilje
- Slamna Vas
- Svržaki
- Trnovec
- Vidošiči
- Želebej
- Železniki
- Zemelj

## Népesség
| Lakosok száma | 8424 | 8453 | 8414 | 8386 | 8394 | 8395 | 8354 | 8355 | 8397 | 8458 |
|               | 2008 | 2009 | 2011 | 2012 | 2013 | 2015 | 2016 | 2017 | 2019 | 2020 |